# Jacqueline Smit
Jacqueline Smit is een Nederlandse pianiste. Ze is bekend met de artiestennaam Jacqueline voorheen Frederique, welke geïnspireerd is op The artist formerly known as Prince, van wie Smit een bewonderaar is.
Een van haar projecten is het 24preludia-project, waarin pianostukken uit het Wohltemperierte Klavier van J.S. Bach afgewisseld worden met stukken van Nederlandse componisten. Het is op diverse plaatsen uitgevoerd, zoals in het Cultuurschip Thor te Zwolle en de Mozes en Aaronkerk te Amsterdam. 

## Levensloop
Smit raakte als kind geïnteresseerd in muziek, onder andere door het orgel in de kerk die ze bezocht. Later studeerde ze Piano en Algemene Muzikale Vorming aan het Sweelinck Conservatorium in Amsterdam.
Gedurende haar carrière heeft ze soloconcerten gegeven, maar ook samengewerkt met andere muzikanten, videokunstenaars, theatermakers, mimers en beeldend kunstenaars. Smit geeft voorts les, zowel in klassieke muziek, jazz en improvisatiemuziek.
Na vele muziekfilm-experimenten, toerde Smit door het land met een film- en pianoprogramma op de jazzy muziek van Nicolai Kapustin: Play it again Fred! en de Jukebox van Bach.
Aan het begin van de coronapandemie in 2020 gaf Smit balkonconcerten vanuit haar woning. Deze concerten begonnen altijd met muziek van Bach, gevolgd door muziek van een moderne Nederlandse, meestal Amsterdamse componist. Deze combinatie van Bach met een Nederlandse componist behoorde tot haar 24preludia project. Op Koningsdag datzelfde jaar maakte de politie echter een eind deze zogenaamde 'Corona-balkonconcerten' omdat die zouden aanzetten tot ontoelaatbare samenscholing.

## Oeuvre

### 24preludiaen24 vrouwen?
Als initiatiefneemster van het 24 preludia project vroeg Smit vierentwintig vooraanstaande Nederlandse componisten om een antwoord te schrijven op de 24 beroemde preludia uit het Wohltemperierte Klavier (1722) van J.S. Bach.
Gedurende concerten speelde Smit een selectie uit de preludes van Bach, afgewisseld met eigentijdse antwoorden van onder andere Louis Andriessen, Willem Jeths, Oene van Geel, Morris Kliphuis, Ab Sandbrink, Jacques Bank, Allan Segall, Christina Viola Oorebeek, Roderik de Man, Maarten van Norden, alsook moderne composities van Calliope Tsoupaki, Kate Moore, Claudia Rumondor en Lorre Lynn Trytten.Alle composities voor dit project zijn op verzoek van Smit geschreven.
Omdat van de 48 stukken (twee maal 24) er maar zeven door een vrouw waren gecomponeerd, volgde het project: 24 vrouwen? met componisten als van Belle van Zuylen (1740-1805) en Anne-Maartje Lemereis (1989). Smit wilde hiermee aantonen "dat ook vrouwen kunnen componeren, een goede toon kunnen aangeven, boeiende-, hilarische- en soms humoristische muziek kunnen schrijven, en dat dit alles tezamen veel meer aandacht verdient dan het nu krijgt." Het resultaat is een mix van pianomuziek.

### Gepubliceerd muziek
- 2007: Lucanet Speelt Nederlanders, CD[13]

## Concerten
- 2017: Play it again, Fred!, onder andere in Splendor te Amsterdam.[14][15]
- 2018: De Jukebox van Bach, onder andere in de Irishof te Gouda.[16][17]
- 2019: 24Preludia, in Cultuurschip Thor te Zwolle[18] en in Mozes en Aäronkerk te Amsterdam.
- 2019: Spirits in G, een piano solo geschreven door Jeff Hamburg voor Smit.[19] Voorstellingen onder andere in het Orgelpark te Amsterdam.[20]

## Diversen
Smit is actief in diverse organisaties:
- Grondlegger van de Liesbeth Hoppen Stichting.[21]
- Commissaris van Stichting Woon- en Werkruimtes voor Kunstenaars.[21]
- Contactpersoon van Stichting Pianoconcerten.[22] In naam van deze stichting geeft Smit het hele jaar door pianorecitals waarvoor ze de drempel zo laag mogelijk maakt: er wordt geen entreegeld gevraagd, maar een vrijwillige bijdrage na afloop.[1]